# Igor Strojin
Igor Strojin, slovenski častnik, * 1967.
Polkovnik Strojin je pripadnik Slovenske vojske.
Med letoma 2008 in 2010 je bil poveljnik Brigade zračne obrambe in letalstva Slovenske vojske.

## Vojaška kariera
- poveljnik kontingenta SV na Strong Resolve 2002 (2002)
- poveljnik SICON XX KFOR[3]

- povišan v polkovnika: 26. oktober 2011

## Zanimivosti
Kot prvi častnik v zgodovini Republike Slovenije 10. marca 2005 vodil civilno poroko (ženin je bil vojak) namesto matičarja.

## Odlikovanja in priznanja
- srebrna medalja Slovenske vojske (14. maj 2001)